# Juan Francisco León de la Barra
Juan Francisco León de la Barra Loaysa (Santiago, 1780 - Los Ángeles, 1837) fue un político y abogado chileno. Fue defensor de la causa Patriota y estuvo casado con Mercedes López Villaseñor.

## Carrera
- Miembro de la Asamblea que firmó el Acta de Autoridad Provisoria (1811).
- Diputado suplente al primer Congreso Nacional, representando a Santiago (1811), asumió el 17 de septiembre de 1811 en reemplazo de Juan Agustín Alcalde Bascuñán.
- Miembro de la Asamblea que firmó el Reglamento Constitucional Provisorio (1812).
- Diputado representando a Los Ángeles (1822-1823), apoyado por el bando pelucón.
- Diputado suplente por Casablanca (1823), pero nunca llegó a incorporárse en propiedad.